# 巨龙湖水库
巨龙湖水库是中国辽宁省阜新市彰武县境内的一座水库，位于羊息牧河支流二道河上，建于1960年。水库正常库容为620万立方米，集雨面积为192平方千米，海拔为133.85米。